# Геннадій Константинопольський
Святий Геннадій (грец. Ἅγιος Γεννάδιος) (пом. 25 серпня 471 р.) — 21-й Вселенський патріарх Константинопольський. Відомо, що Геннадій був вченим письменником, який дотримувався антіохійської школи буквальної екзегези, хоча про нього збереглося небагато творів. Його пам'ять у Східній Православній Церкві відзначається 17 листопада, але не згадано в Римському Мартиролозі. 

## Біографія
Його першу публічну статтю процитував Факунд (Defensio, II, iv) проти святого Кирила Александрійського у двох роботах, ймовірно, у 431 або 432 роках, включаючи уривок, щоб показати, що його творчість була більш жорстокою навіть за лист Ібаса. Критикували анафеми Кирила і Дві книги Парфенію. В останньому він вигукує: «Скільки разів я чув богохульства від Кирила Єгипетського? Горе александрійському бичу!»/ У 433 році Геннадій, ймовірно, помирився з Кирилом. Якщо лист святого Кирила 434 року (еп. lvi) до того самого Геннадія, то у тому році вони були друзями. Геннадій був пресвітером у Константинополі, коли він змінив Анатолія в 458 році як єпископ Константинопольський. З початку свого єпископства Геннадій довів свою ревність до християнської віри та підтримання дисципліни. Незабаром його розсудливість була перевірена.
Тимофій Елур, монофізит, який став Александрійським патріархом і пізніше був вигнаний з Патріархату за наказом римського імператора, отримав дозвіл прибути до Константинополя, маючи намір відновити себе на троні. 17 червня 460 р. Папа Лев I налаштовував Геннадія (Ep. clxx) проти Тимофія Елура і закликав його перешкодити подорожі Тимофія і забезпечити негайне освячення православного патріарха в Александрії. Тимофій Елур був висланий до Херсонеса, а Тимофій Солофакіол був обраний замість нього єпископом Александрії. Приблизно в той же час ліберність і прагнення Геннадія до порядку спостерігалися при призначенні Маркіана, новаціаниста, який прийшов до православної церкви, економом благ Константинопольської церкви.
Двоє єгипетських самотніх розповіли Іоанну Мосху історію, яку також записав Теодор Лектор. Церкву святого папи Елевтерія в Константинополі обслуговував лектор Карісій, який вів безладний спосіб життя. Геннадій спочатку зробив йому догану, а потім дав бичувати. Коли обидва заходи виявилися безрезультатними, патріарх молився до святого Єлевферія або виправити негідного читача, або забрати його зі світу. Наступного дня Карісія знайшли мертвим, до жаху всього міста. Теодор також розповідає, як у художника, який наважився зобразити Спасителя в образі Юпітера, висохла рука, але був зцілений за молитвами Геннадія.
Приблизно в той же час святий Даниїл Стовпник почав жити на колоні під Константинополем, очевидно, без дозволу патріарха або власника майна, де стояв стовп, який рішуче заперечував проти цього дивного вторгнення на його землю. Імператор Лев захищав подвижника, а через деякий час послав Геннадія висвятити його в ієрея, що, кажуть, він зробив, стоячи біля підніжжя колони, оскільки святий Даниїл заперечував проти висвячення і не дозволив єпископу піднятися на драбину. Однак наприкінці обряду патріарх зійшов, щоб причастити столпника і прийняти його від нього. Чи наклав він тоді на нього руки, не повідомляється. Можливо, він вважав за достатньо простягнути їх знизу до Даниїла. За словами Феодора Лектора, Геннадій нікому не дозволив би стати кліриком, якщо не вивчив Псалтир напам’ять.
Халкедонським собором були вжиті заходи проти симонії, купівлі-продажу священних чинів. Здається, не пізніше 459 року Геннадій відслужив великий собор з 81 єпископа, багато з яких були зі Сходу і навіть з Єгипту, включно з тими, кого Тимофій Елур позбавив престолів. Лист цієї ради проти симонії досі зберігся (JD Mansi, VII, 912). Була видана енцикліка, яка додала анафему до попереднього речення.
Геннадій помер 25 серпня 471 року. Він виділяється як здібний і успішний адміністратор, якого історики хвалили.

## Біблійні твори
Іоан Мосх сказав про Геннадія, що він був дуже м’яким і великою чистотою. Геннадій Массілійський сказав, що Геннадій був lingua nitidus et ingenio acer (витонченого язика та гострого інтелекту) і був настільки багатим знаннями про древніх, що склав коментар до всієї Книги Даниїла. Продовження «Хроніки Єроніма» Марцелліна Комеса розповідає (за деякими рукописами), що Геннадій коментував усі послання святого Павла.
Геннадій написав коментарі до Даниїла та багатьох інших частин Старого Завіту та до всіх послань св. Павла, а також велику кількість проповідей. З них залишилося лише кілька фрагментів. Основні фрагменти його біблійних творів включають Буття, Вихід, Псалми, Послання до Римлян, 1 і 2 Послання до Коринтян, Галатам і Євреям, і є цікавими зразками екзегези V століття. Деякі фрагменти зібрані в Міня, Грецька патрологія, LXXXV, головним чином з двох катен Іоанна Антонія Крамера на Посланні до Римлян; кілька уривків знайдено в катені Екуменія, інші в катенах Никифора Калліста Ксантопула і кілька у Віденському МС. гр. 166 (46).
Вважається, що Геннадій був вченим письменником, який дотримувався антіохійської школи буквальної екзегези. Послання до Римлян, серія пояснювальних зауважень щодо окремих текстів, є його найважливішою роботою.

## Подальше читання
- Migne Patrologia Graeca. Opera Omnia  with analytical indexes. Архів оригіналу за 20 травня 2011. Процитовано 1 квітня 2011.